# Thomas Thynne, I marchese di Bath
Thomas Thynne, I marchese di Bath (Hatfield, 13 settembre 1734 – Westminster, 19 novembre 1796), è stato un politico inglese.

## Biografia
Egli era il figlio maggiore di Thomas Thynne, II visconte Weymouth (1710-1751), e il pro-pro-nipote di Thomas Thynne (1640-1714), che fu creato barone Thynne e visconte Weymouth nel 1682. Sua madre era Louisa, figlia di John Carteret, I conte Granville, e discendente della famiglia di Granville che deteneva la contea di Bath tra il 1661 e il 1711.

## Carriera
Nel mese di gennaio 1751, succedette al padre come III visconte Weymouth e fu Lord Luogotenente d'Irlanda per un breve periodo durante il 1765, anche se non ha mai visitato questo paese.
Nel mese di gennaio 1768 fu nominato Segretario di Stato per il Dipartimento del Nord. Agì con grande prontezza durante i disordini causati da John Wilkes e nell'elezioni in Middlesex del 1768. Venne poi attaccato e diffamato da Wilkes, che è stato di conseguenza espulso dalla Camera dei Comuni.
Prima della fine del 1768 è stato trasferito dal nord al dipartimento meridionale, ma si è dimesso nel dicembre del 1770 nel mezzo della controversia con la Spagna per il possesso delle isole Falkland.

## Ultimi anni e morte
Sposò Elizabeth, figlia di William Bentinck, II duca di Portland, dalla quale ebbe sei figli:
- Lady Louisa Thynne (25 marzo 1760-28 dicembre 1832), sposò Heneage Finch, IV conte di Aylesford, ebbero due figli;
- Lady Henrietta Thynne (17 novembre 1762-31 maggio 1813), sposò Philip Stanhope, V conte di Chesterfield, ebbero due figli;
- Lady Sophia Thynne (19 dicembre 1763-9 aprile 1791), sposò George Ashburnham, III conte di Ashburnham, ebbero tre figli;
- Thomas Thynne, II marchese di Bath (25 gennaio 1765-27 marzo 1837);
- George Thynne, II barone di Carteret Hawnes (23 gennaio 1770-19 febbraio 1838), sposò Harriet Courtenay, non ebbero figli;
- John Thynne, III barone di Carteret Hawnes (28 dicembre 1772-10 marzo 1849), sposò Mary Anne Master, non ebbero figli.

Nel 1789 fu creato marchese di Bath e morì nel novembre del 1796.

## Ascendenza
|                                     |                                    |                                       | Genitori                           |  |  | Nonni |  |  | Bisnonni     |  |  | Trisnonni                           |  |
|                                     |                                    |                                       |                                    |  |  |       |  |  | Henry Thynne |  |  | Henry Frederick Thynne, I baronetto |  |
|                                     |                                    |                                       |                                    |  |  |       |  |  | Henry Thynne |  |  | Henry Frederick Thynne, I baronetto |  |
|                                     |                                    | Mary Coventry                         |                                    |  |  |       |  |  | Henry Thynne |  |  |                                     |  |
| Thomas Thynne                       |                                    |                                       |                                    |  |  |       |  |  | Henry Thynne |  |  |                                     |  |
|                                     |                                    | Dorothy Philips                       | Francis Philips                    |  |  |       |  |  |              |  |  |                                     |  |
|                                     |                                    | Dorothy Philips                       | Francis Philips                    |  |  |       |  |  |              |  |  |                                     |  |
|                                     |                                    | Dorothy Philips                       | …                                  |  |  |       |  |  |              |  |  |                                     |  |
| Thomas Thynne, II visconte Weymouth |                                    | Dorothy Philips                       |                                    |  |  |       |  |  |              |  |  |                                     |  |
|                                     |                                    | Edward Villiers, I conte di Jersey    | Edward Villiers                    |  |  |       |  |  |              |  |  |                                     |  |
|                                     |                                    | Edward Villiers, I conte di Jersey    | Edward Villiers                    |  |  |       |  |  |              |  |  |                                     |  |
|                                     |                                    | Edward Villiers, I conte di Jersey    | Frances Howard                     |  |  |       |  |  |              |  |  |                                     |  |
| Mary Villiers                       |                                    | Edward Villiers, I conte di Jersey    |                                    |  |  |       |  |  |              |  |  |                                     |  |
|                                     |                                    | Barbara Chiffinch                     | William Chiffinch                  |  |  |       |  |  |              |  |  |                                     |  |
|                                     |                                    | Barbara Chiffinch                     | William Chiffinch                  |  |  |       |  |  |              |  |  |                                     |  |
|                                     |                                    | Barbara Chiffinch                     | Barbara Nunn                       |  |  |       |  |  |              |  |  |                                     |  |
| Thomas Thynne, I marchese di Bath   |                                    | Barbara Chiffinch                     |                                    |  |  |       |  |  |              |  |  |                                     |  |
|                                     | George Carteret, I barone Carteret | Philip Carteret                       |                                    |  |  |       |  |  |              |  |  |                                     |  |
|                                     | George Carteret, I barone Carteret | Philip Carteret                       |                                    |  |  |       |  |  |              |  |  |                                     |  |
|                                     | George Carteret, I barone Carteret | Jemima Montagu                        |                                    |  |  |       |  |  |              |  |  |                                     |  |
| John Carteret, II conte Granville   | George Carteret, I barone Carteret |                                       |                                    |  |  |       |  |  |              |  |  |                                     |  |
|                                     |                                    | Grace Granville, I contessa Granville | John Granville, I conte di Bath    |  |  |       |  |  |              |  |  |                                     |  |
|                                     |                                    | Grace Granville, I contessa Granville | John Granville, I conte di Bath    |  |  |       |  |  |              |  |  |                                     |  |
|                                     |                                    | Grace Granville, I contessa Granville | Jane Wyche                         |  |  |       |  |  |              |  |  |                                     |  |
| Louisa Carteret                     |                                    | Grace Granville, I contessa Granville |                                    |  |  |       |  |  |              |  |  |                                     |  |
|                                     |                                    | Robert Worsley, IV baronetto          | Robert Worsley, III baronetto      |  |  |       |  |  |              |  |  |                                     |  |
|                                     |                                    | Robert Worsley, IV baronetto          | Robert Worsley, III baronetto      |  |  |       |  |  |              |  |  |                                     |  |
|                                     |                                    | Robert Worsley, IV baronetto          | Mary Herbert                       |  |  |       |  |  |              |  |  |                                     |  |
| Frances Worsley                     |                                    | Robert Worsley, IV baronetto          |                                    |  |  |       |  |  |              |  |  |                                     |  |
|                                     |                                    | Frances Thynne                        | Thomas Thynne, I visconte Weymouth |  |  |       |  |  |              |  |  |                                     |  |
|                                     |                                    | Frances Thynne                        | Thomas Thynne, I visconte Weymouth |  |  |       |  |  |              |  |  |                                     |  |
|                                     |                                    | Frances Thynne                        | Frances Finch                      |  |  |       |  |  |              |  |  |                                     |  |
|                                     |                                    | Frances Thynne                        |                                    |  |  |       |  |  |              |  |  |                                     |  |